# Vlag van Zaragoza
De vlag van de Spaanse provincie Zaragoza bestaat uit een wit veld waarop een oversnijdend rood kruis, met in het midden het provinciale wapen. Het is niet bekend wanneer deze vlag officieel als provincievlag is ingesteld. Er bestaat ook de versie zonder het provinciale wapen. Dat lijkt sterk op de vlag van Engeland.
De vlag lijkt identiek op die vlag van de provincie Huesca en de vlag van de provincie Teruel, wit met een rood Sint-Joriskruis en het provinciale wapen in het midden.
|  |  |  |